# Hassan Tawfik
Hassan Hosni Tawfik (ar. عثمان عبد الحفيظ, ur. 7 listopada 1911, zm. 25 listopada 2005 w Kairze) – egipski szermierz, trzykrotny medalista mistrzostw świata.
Podczas mistrzostw świata w Kairze w 1949 roku Egipcjanie w składzie: Osman Abdel Hafeez, Anwar Tawfik, Salah Dessouki, Hassan Tawfik, Mahmoud Younes i Mohamed Zulficar zajęli trzecie miejsce we florecie drużynowym. W tej samej konkurencji zdobywał brązowe medale także na mistrzostwach świata w Monte Carlo w 1950 roku i mistrzostwach świata w Sztokholmie rok później.
Wystąpił na igrzyskach olimpijskich w Berlinie w 1936 roku, gdzie odpadł w pierwszej rundzie floretu drużynowego, w szpadzie drużynowej Egipcjanie odpadli w ćwierćfinałach. Następnie wziął udział w igrzyskach olimpijskich w Londynie w 1948 roku, gdzie był piąty we florecie drużynowym, a indywidualnie dotarł do ćwierćfinałów. Na rozgrywanych cztery lata później igrzyskach olimpijskich w Helsinkach zajął czwarte miejsce we florecie drużynowym.
Jego brat, Anwar Tawfik, także był szermierzem. 